# 鬼蕉樹
鬼蕉樹，是一部2005年的柬埔寨恐怖電影，故事關於女鬼利用香蕉樹殺死她的丈夫。這是坎布羅製作公司的第四部成功的恐怖電影。

## 故事概要
這個故事是來源於一個古老的高棉故事。一對新婚夫婦丈夫到國外去做生意，在離開的時候妻子生病死了，她的鬼魂復仇，開始困擾他們村里的人。當丈夫回來後，不知道他妻子已死亡，他很快意識到，他眼前的女人不是他的妻子，而是她的鬼魂。當她不自然地使她的手臂更長。他逃離他們的房子尋求幫助，但即使在適當的高棉儀式埋葬她後，他妻子的鬼魂跟著他到一個佛教僧侶的房子，他尋求安全。 當他閉上眼睛祈禱禱告時，他妻子的鬼魂爬上僧侶家附近的其中一棵香蕉樹，通過一個窗口進入，立即殺害了這個人。電影結束於他們的鬼魂在一起飛行開始他們下一次生活。
傳統上，高棉人認為靠近房子生長的香蕉樹是不祥的，特別是靠近窗戶的香蕉樹。

## 起源
這部電影基於可追溯到至少16世紀的柬埔寨傳說。許多高棉人仍然遵循源自這個傳說的民間信仰，禁止在他們的房子旁邊種植香蕉樹，因為鬼魂可以通過爬上香蕉葉進入房子。如果已經有一棵香蕉樹在附近生長，所有接觸或靠近房子的香蕉樹的葉子都會被切斷以確保安全。

## 外部連結
- 官方網站